# پیتر پیترز
پیتر پیترز (زاده ۲۱ ژوئن ۱۹۶۲ در اوختندانگ، ایالت راینلاند-فالتز) یک روزنامه‌نگار و مدیر فوتبال آلمانی است. او هم‌اکنون به همراه راینر کخ، سرپرستی فدراسیون فوتبال آلمان را برعهده دارد.

## مدیریت در فوتبال
پیترز از سال ۲۰۰۶ تا ۲۰۰۷، او عضوی کمیته امنیت یوفا بود. در ۱۵ مارس ۲۰۰۷، پیترز به عنوان نایب رئیس هیئت نظارت DFL (سازمان لیگ فوتبال آلمان) و نایب رئیس انجمن لیگ انتخاب شد. وی در سال‌های ۲۰۰۷، ۲۰۱۰ و ۲۰۱۳ به اتفاق آرا به عنوان نایب رئیس اتحادیه لیگ و عضو هیئت مدیره فدرسیون فوتبال آلمان DFB (به آلمانی :Deutscher Fussball-Bund) منصوب شد. پیترز از سال ۲۰۱۱ عضو هیئت صدور مجوز باشگاه‌های یوفا و عضو هیئت مدیره بنیاد بوندس‌لیگا است.